# Houssen Abderrahmane
Houssen Abderrahmane (sinh ngày 3 tháng 2 năm 1995) là một cầu thủ bóng đá chuyên nghiệp hiện tại đang thi đấu ở vị trí hậu vệ cho câu lạc bộ Marignane Gignac CB tại Championnat National. Sinh ra tại Pháp, anh thi đấu cho Đội tuyển bóng đá quốc gia Mauritanie.

## Sự nghiệp thi đấu

### RWDM47
Vào tháng 7 năm 2020, Abderrahmane ký hợp đồng với câu lạc bộ RWDM tại Belgian First Division B theo bản hợp đồng kéo dài 1 năm, với tùy chọn gia hạn thêm một năm.

### Francs Borains
Vào ngày 29 tháng 8 năm 2021, anh gia nhập câu lạc bộ Francs Borains tại giải hạng 3 Bỉ. Anh đã có trận ra mắt cho đội bóng vào ngày 12 tháng 9 năm 2021, trong một trận đấu gặp La Louvière Centre, đồng thời ghi bàn thắng đầu tiên để mang về chiến thắng 2–0 cho đội nhà.

### Quốc tế
Abderrahmane ra mắt quốc tế cho Mauritanie vào ngày 7 tháng 10 năm 2016, trong trận thua 4-0 trước Canada.